# Iguvinische Tafeln
Die Iguvinischen Tafeln (lat. Tabulae Iguvinae), veraltet auch die Eugubinischen Tafeln, sind eine Serie von sieben Tafeln aus Bronze, die in Iguvium, dem heutigen Gubbio, in Italien im Jahr 1444 entdeckt wurden. Die ältesten stammen vermutlich aus dem 3. Jahrhundert v. Chr.; sie sind im ursprünglichen umbrischen Alphabet geschrieben, während die jüngsten aus dem 1. Jahrhundert v. Chr. sind und im lateinischen Alphabet verfasst wurden. Die Tafeln sind im Palazzo dei Consoli in Gubbio ausgestellt.
Die Tafeln beinhalten religiöse Inschriften, die die Riten der atiedianischen Brüder wiedergeben, einer Gruppe von 12 Priestern des Jupiter mit wichtigen politischen Funktionen in Iguvium. Sie sind in umbrischer Sprache geschrieben, einer der mit der lateinischen Sprache verwandten italischen Sprache. Sie werfen Licht auf die Grammatik dieser Sprache und auf die religiösen Praktiken im vorrömischen Mittelitalien. Sie scheinen in einer akzentuierten Metrik geschrieben zu sein, die der zur ältesten lateinischen Poesie gehörenden saturnischen Metrik ähnlich ist.

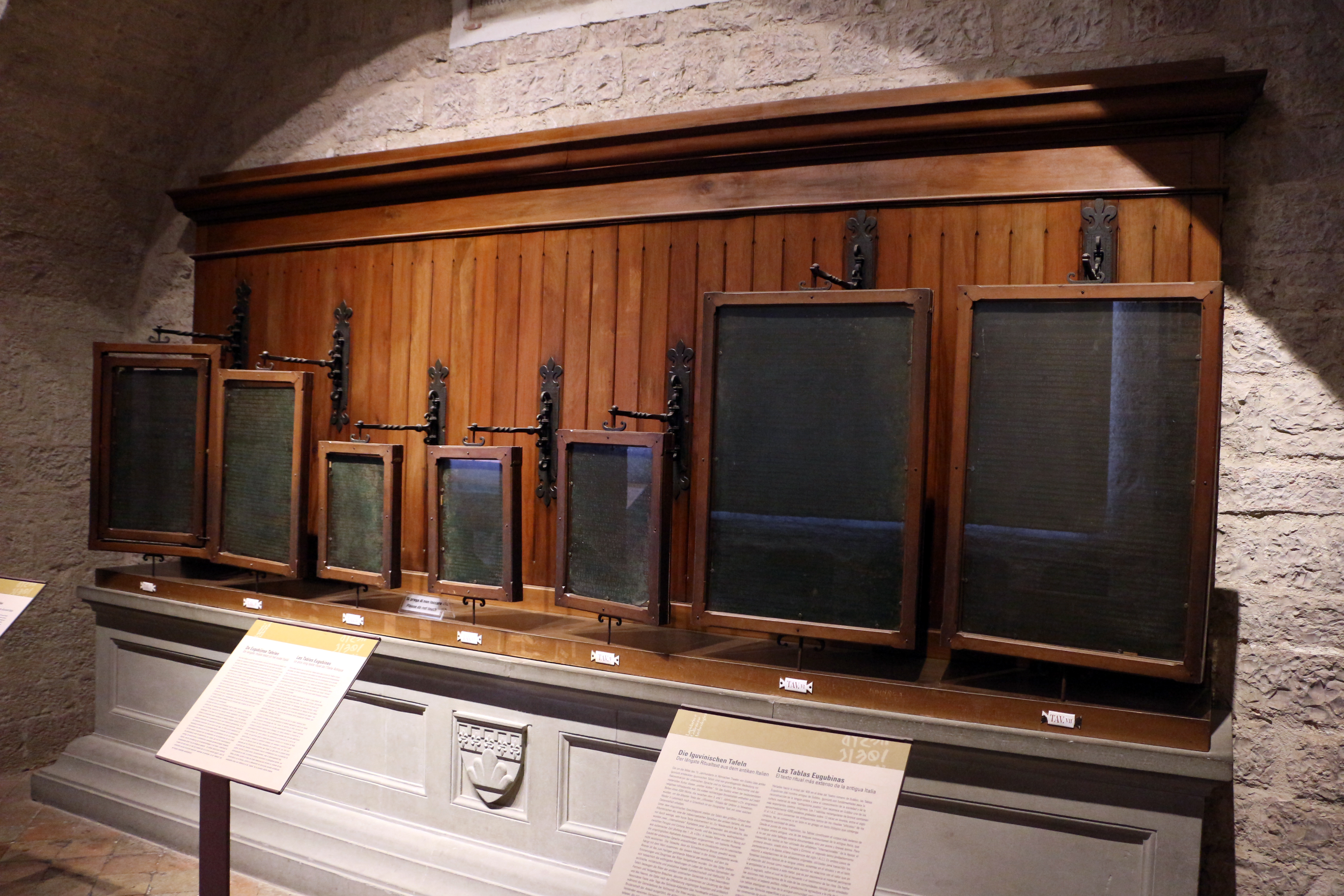
Iguvinische Tafeln

Als ein Beispiel ihrer Sprache ein Teil der ersten Tafel:
Dei Grabouie
orer ose persei ocre fisie pir
orto est
toteme Iouine arsmor dersecor
subator sent
pusei neip heritu.
Dei Grabouie
persei tuer perscler uaseto est
pesetomest peretomest
frosetomest daetomest
tuer perscler uirseto auirseto
uas est. . .
„Jupiter Grabovius, wenn auf dem Berg Fisius ein Feuer ausgebrochen ist oder wenn in der Nation von Iguvium die geschuldeten Vorbereitungen unterlassen wurden, lass es sein als wenn sie getan worden wären.“
„Jupiter Grabovius, wenn in deinem Opfer irgendein Makel war, irgendein Mangel, irgendeine rituelle Übertretung, irgendeine Täuschung, irgendein Irrtum, wenn in deinem Opfer ein Makel ist, gesehen oder ungesehen,...“
Als weiteres Beispiel der vollständige Text der 6. Tafel:
teio subocau suboco
dei graboui
ocriper fisiu totaper iiouina
erer nomneper erar nomneper
fos sei pacer sei
ocre fisei tote iiouine
erer nomne erar nomne
arsie tio subocau suboco
dei grabouie
arsier frite tio subocau suboco
dei grabouie
di grabouie
tio esu bue peracrei pihaclu
ocreper fisiu totaper iiouina
irer nomneper erar nomneper
dei grabouie
orer ose persei ocre fisie pir orto est
toteme iouine arsmor dersecor subator sent
pusei neip heritu
dei crabouie
persei tuer perscler uaseto est
pesetomest peretomest
frosetomest daetomest
tuer perscler uirseto auirseto uas est
di grabouie
persei mersei esu bue peracrei
pihaclu pihafei
di grabouie
pihatu ocre fisiu pihatu tota iouina
di grabouie
pihatu ocrer fisier totar iouinar nome
nerf arsmo
veiro pequo
castruo frif
pihatu
futu fos pacer pase tua
ocre fisi tote iiouine
erer nomne erar nomne
di grabouie
saluo seritu ocre fisi
salua seritu tota iiouina
di grabouie
saluo seritu ocrer fisier totar
iiouinar nome
nerf arsmo
veiro pequo
castruo fri
salua seritu
futu fos pacer pase tua
ocre fisi tote iouine
erer nomne erar nomne
di grabouie
tio esu bue peracri pihaclu
ocreper fisiu totaper iouina
erer nomneper erar nomneper
di grabouie
tio subocau